# Il Gigante (azienda)
Il Gigante Supermercati è un marchio della grande distribuzione organizzata fondata nel 1972 dall'imprenditore sestese Giancarlo Panizza, di proprietà di Rialto S.p.A.

## Storia
L'azienda fu fondata da Giancarlo Panizza e altri 29 commercianti sestesi nell'aprile 1971, con apertura del primo punto di vendita il 21 settembre 1972 in viale Marelli 19 a Sesto San Giovanni (MI). Questo punto vendita è ancora oggi esistente e a suo modo cercava di anticipare il concetto di ipermercato, mettendo in vendita prodotti alimentari e non. Nel 1973 venne inaugurata la sede presso gli ex stabilimenti aeronautici della Caproni, alle spalle dell'aeroporto di Bresso.

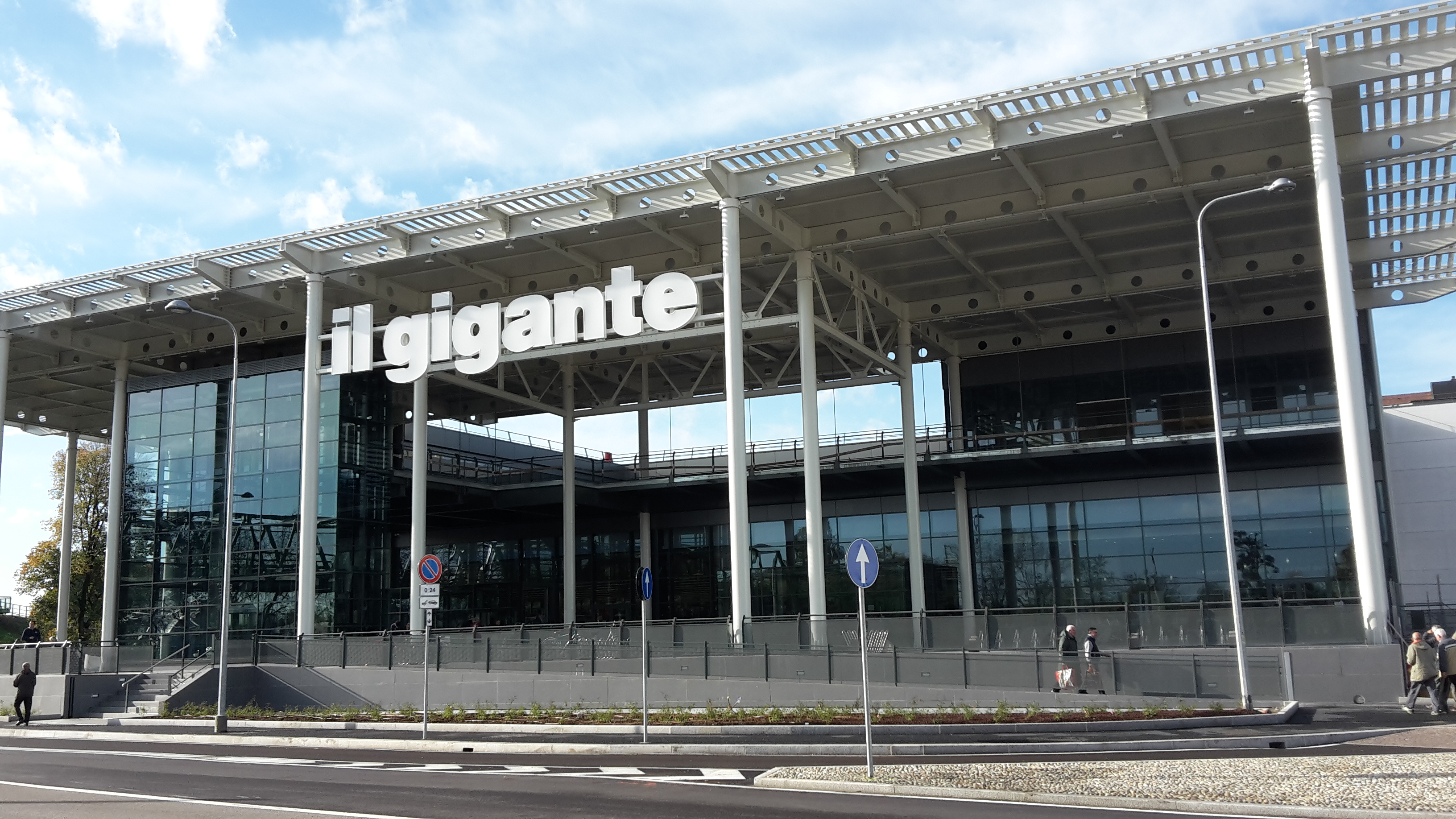
Ipermercato Il Gigante di via Luigi Ornato 169, a Milano al confine con il Comune di Bresso.

Nel 1985 viene aperto il primo ipermercato del gruppo a Somma Lombardo (VA).
Nel 1994 apre il primo centro commerciale a Montanaso Lombardo (LO) e contemporaneamente viene aperta anche la catena di ristorazione a marchio A Modo Mio.
Nel 1998 nasce il programma di fidelizzazione della clientela con la creazione della Blucard.
Lo slogan è «Gli specialisti del fresco», per la cura che, sin dal 1998, con l'inaugurazione della filiera controllata della carne bovina seguita negli anni successivi dalla carne avicola e di coniglio, viene posta sui prodotti non confezionati.
Il concorrente più importante de il gigante, a causa della sovrapposizione territoriale e dell'aumento del peso dei superstore nell'insieme dei punti di vendita dell'azienda di Bresso, è Esselunga. Tra le due aziende non corre buon sangue anche perché a fine anni '90 il patron di Esselunga, Bernardo Caprotti — leader nell'Italia settentrionale e noto polemista col concorrente Coop (cui ha dedicato un libro dal titolo Falce e Carrello) — aveva tentato una scalata ostile al gruppo guidato da Panizza, fermandosi però al 25% del capitale azionario, e rimanendo quindi un socio di minoranza.
Nel 2009 nasce l'idea di sviluppare il progetto franchising che si concretizza nei primi mesi del 2010, con l'apertura dei primi punti vendita affiliati a insegna il mio gigante.
Il gigante ha fatto parte di Centrale Italiana, la supercentrale che raggruppava Coop, Despar, Sigma e Conitcoop, l'alleanza con la più alta quota di mercato in Italia.
Dal 1º gennaio 2015, dopo lo scioglimento di Centrale Italiana, il gigante entra a far parte del gruppo Selex.
Nel 2020 apre a Lodi un supermercato con formula EDLP (every day low price) a insegna GiTre.

## Punti vendita
L'azienda decide subito di operare con la sola insegna il gigante espandendosi inizialmente nel territorio a nord di Milano, in seguito in gran parte della Lombardia e successivamente nelle regioni Emilia-Romagna e Piemonte.
Questo è il dettaglio della presenza de il gigante:
| Regione        | Iper mercati | Super store | Super mercati | Negozi in franchising | GiTre (edlp) | Province coperte                   |
| -------------- | ------------ | ----------- | ------------- | --------------------- | ------------ | ---------------------------------- |
| Emilia-Romagna | 1            | 1           | 0             | 0                     | 0            | PC, RE                             |
| Lombardia      | 17           | 16          | 11            | 6                     | 1            | BG, BS, CO, LC, LO, MB, MI, MN, VA |
| Piemonte       | 3            | 8           | 4             | 4                     | 0            | AT, BI, CN, NO, TO, VC             |

Inoltre sono presenti 22 superfici specializzate rappresentati da Animali che Passione (8), Gig@tech (4), A Modo Mio (10) e i distributori di carburante Il Gigante self 24h (7).

## Influenza culturale
- Uno dei primi negozi de il gigante, in via Grandi a Sesto San Giovanni, è il luogo dove Ornella Muti si reca a fare la spesa nel film del 1974 Romanzo popolare di Mario Monicelli.[6]

## Sponsorizzazioni
- Dal 1987 il gigante è sponsor della Pro Sesto.